# Artèxtil
Artèxtil és una antiga fàbrica ubicada a la Gran Via de Sabadell, catalogada com a Bé cultural d'interès local. És obra de l'arquitecte Santiago Casulleras i Forteza. La nau de la fàbrica i el cos de planta baixa i dos pisos configuren un tot unitari tant d'elements d'ornamentació, com de materials o volums. La composició general de les façanes posa èmfasi en l'horitzontalitat dels edificis, amb trets de caràcter racionalista. Era popularment coneguda com a Cal Garcia o Cal Garcia-Planas. Una part de l'edifici és avui propietat de l'Ajuntament de Sabadell.

## Edifici
El conjunt arquitectònic ocupa completament una illa del barri de la Cobertera de Sabadell, format per la fàbrica i les oficines, del qual sobresurt l'alta xemeneia de planta hexagonal obra de l'enginyer F. Isard. L'edifici destinat a oficines està situat en un dels angles de la parcel·la, formant un joc de volums prismàtics i cilíndrics de diferents alçades. És de gust racionalista amb finestres corregudes, amb angle i circulars, té la coberta plana i està recorreguda per un voladís que uneix els diferents cossos. La façana està estucada i té un sòcol de llambordes. L'edifici està reculat de l'alineació del carrer deixant un espai d'accés enjardinat. La seva xemeneia és la més alta del pla de Sabadell, amb 48,17 m d'alçària.
La fàbrica, de planta rectangular, s'organitzava formalment i funcionalment mitjançant franges paral·leles que divideixen l'edifici en dos quadrats. Cada un d'aquests quadrats contenia una seqüència de tres franges amb una nau, una zona de serveis i un pati lineal. Un d'aquests patis funcionava com accés públic des del carrer. L'altre pati és interior i servia per a càrrega i descàrrega. També hi havia les instal·lacions, la bàscula i la xemeneia i, al seu voltant, es desenvolupava el procés de transformació de la llana. Alguns historiadors denoten influència de la Bauhaus, sobretot pel tractament dels volums purs, les finestres apaïsades, les marquesines d'entrada i el cos cilíndric que tanca l'escala principal, així com el característic color verd poma. D'altres, com Josep Casamartina, prefereixen incloure-la dins del corrent racionalista.
- Façana: Les façanes laterals de la nau, de planta baixa, segueixen un ritme clar i homogeni, marcat per les finestres rectangulars que coincideixen amb cada dent de serra. A la façana al carrer de Vidal les finestres són cegues i el coronament de l'edifici és horitzontal, ocultant el perfil característic de la coberta. A la façana del carrer de Covadonga les finestres es lliguen entre elles amb un marc ceràmic continu, dintre del qual els paraments opacs es mostren amb fàbrica de maó ceràmic vist. El cos del despatx que dona façana al carrer de Quevedo està format per dos volums maclats de planta baixa i dos pisos, amb finestres corregudes horitzontals en el volum principal. Un segon volum una mica més alt, amb un extrem de planta semicircular, compta amb tres franges verticals de finestres que en remarquen la verticalitat. La composició horitzontal de les obertures busca una imatge de finestra continua correguda. Els elements ornamentals estan realitzats amb filades de peces ceràmiques.[2]
- Coberta: La coberta de la nau és en dents de serra, mentre que la coberta del cos del despatx és plana. L'estructura metàl·lica de la coberta de la nau està formada per encavallades invertides, que defineixen els pendents de les dents de serra, recolzades en bigues i en pilars compostos de perfils laminats. Destaquen els lluernaris que configuren franges contínues de vidre.[2]
- Cos: En el cos de planta baixa i dos pisos els forjats es resolen amb voltes rebaixades de maó sobre perfils metàl·lics, marcant un ritme regular que es mostra en la disposició de les finestres. Hi ha un soterrani cobert amb volta rebaixada de maó ceràmic.[2]
- Xemeneia: La xemeneia es compon d'un fust de planta octogonal i d'un coronament amb diversos ressalts també octogonals. La totalitat dels elements del fust i del coronament de la xemeneia són resolts amb fàbrica de maó ceràmic massís vist.[2]

## Història
Sabadell fou una potència tèxtil des de mitjans del segle xix. La ciutat era coneguda com «la Manchester catalana». L'any 1936 Sabadell tenia 48.754 habitants, 10.982 dels quals eren treballadors i treballadores tèxtils.

### Vida activa
Artèxtil fou una de les principals fàbriques llaneres de l'estat espanyol. Fou fundada el 1941 per Josep Garcia-Planas, en ple inici de la postguerra. L'arquitectura de l'època sembla voler trencar amb qualsevol relació d'estil amb la Segona República, però l'Artèxtil encara es projecta seguint els principis de l'arquitectura moderna. Arreu de l'estat només es troben exemples similars en algunes construccions del País Basc, com l'Edifici Tigre, (1942, Bilbao) de Pedro Ispizua o Manufacturas Olarán (1939, Beasain) de Florencio Morocoa.
El promotor i propietari d'aquesta obra fou en Josep Garcia Planas, que encarregà el projecte a Santiago Casulleras. El projecte original data de 1940, tot i que la sol·licitud de llicència no es fa fins al gener de l'any següent i es concedeix el permís de construcció el 5 d'agost del 1941. El constructor de l'obra fou en Pere Arderiu.
Posteriorment, l'any 1945, un cop acabada la construcció del primer projecte, es demana al mateix arquitecte una ampliació de la fàbrica i l'any 1949 una segona ampliació, que consisteix, entre d'altres, en la construcció de naus destinades a magatzem. Era popularment coneguda com a Cal Garcia o Cal Garcia-Planas i es dedicava a la producció del drap de llana i cobria tot el procés d'elaboració.
Fou una de les poques indústries sabadellenques que sobrevisqueren a la crisi produïda entre el 1973 i 1975. Antigament la casa dels propietaris, situada a l'altre cantó de la Gran Via (casa Arimon), comunicava amb la fàbrica mitjançant un passadís subterrani.
La deslocalització cap a l'Àsia va fer tancar finalment la fàbrica el 2007. El 24 de gener de 2008 fou declarada bé cultural d'interès local. Els hereus de la companyia van vendre l'edifici al Banc Sabadell per poder fer front als deutes acumulats. Posteriorment, el govern municipal del PSC, encapçalat per Manuel Bustos, va procedir a modificar el Pla General d'Ordenació Urbanística per permetre la construcció residencial, però diversos grups d'esquerres locals van oposar-s'hi, argumentant que el terreny industrial encara tenia potencial a la ciutat.

### Proposta de reurbanització

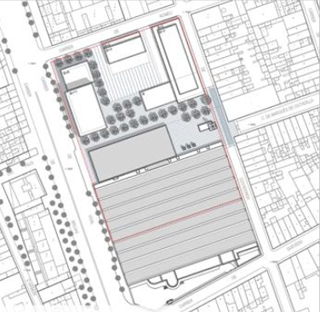
Proposta de reurbanització de l'espai

Més endavant, el 2016, el Ple municipal va aprovar l'enderrocament parcial de la fàbrica, que va rebre el desembre de 2016 el vistiplau del Departament de Territori de la Generalitat. Es vol aprofitar part del terreny per fer algun equipament municipal. Es preveu que sigui enderrocada per construir-hi edificis d'onze plantes per a ús residencial. El projecte preveu transformar l'illa industrial en un pol d'equipaments públics, habitatge i noves zones verdes.
L'àmbit es divideix en dues àrees; una, on se situa l'antiga indústria, té façana a la Gran Via i als carrers de Romeu, Alfons Sala, Quevedo i Covadonga. El Pla preveu recuperar l'edificació protegida i qualificar-la com a equipament.
Al nord d'aquesta primera zona es concentrarien les noves edificacions residencials, amb un sostre màxim de 12.388 m² i un topall de 165 pisos. Els blocs que es construeixin als carrers de Romeu i Covadonga tindrien planta baixa i dos pisos. En canvi, els de la Gran Via tindrien planta baixa i entre 6 i 11 pisos, seguint el model implantat al llarg dels anys en aquest carrer. Igualment, es previa que es creés un nou espai lliure de 1.859 m² entre la Gran Via i el carrer de Covadonga, que donaria continuïtat als recorreguts de vianants previstos.
La segona àrea d'aquest àmbit de planificació se situa al barri de Sant Oleguer, entre l'avinguda d'Egara, el passeig de Béjar i els carrers de Bradford i Buenos Aires. Acull unes pistes esportives i una piscina en desús, que originàriament estaven al servei de l'Artèxtil i que el Pla considera equipaments esportius comunitaris públics.
El novembre de 2022 s'aprovà finalment amb l'alcaldia de Marta Farrés una reforma de l'històric edifici per situar-hi la Unitat Docent de la Facultat de Medicina de la UAB, on s’impartiran els estudis d’infermeria (Grau d’Infermeria). Es tracta d’una subvenció directa de 4.000.000 euros, sobre un cost total previst d’actuació de 5.777.000 euros, derivat dels estudis previs realitzats. Per tant, la UAB aporta 1.777.000 com a fons propis, segons l'Ajuntament de Sabadell. En una primera fase, els treballs permetran instal·lar el grau d’Infermeria (curs 2027-2028), i després també s’ha plantejat afegir els estudis de Medicina i de Fisioteràpia, esdevenint el Campus de Ciències de la Vida i de la Salut.

### Actualitat
Durant la tardor de 2018 es van iniciar les obres de demolició de la zona no catalogada. El setembre del mateix any l'Ajuntament va anunciar que adquiriria la zona d'oficines, obtenint així la titularitat de tot l'espai catalogat.

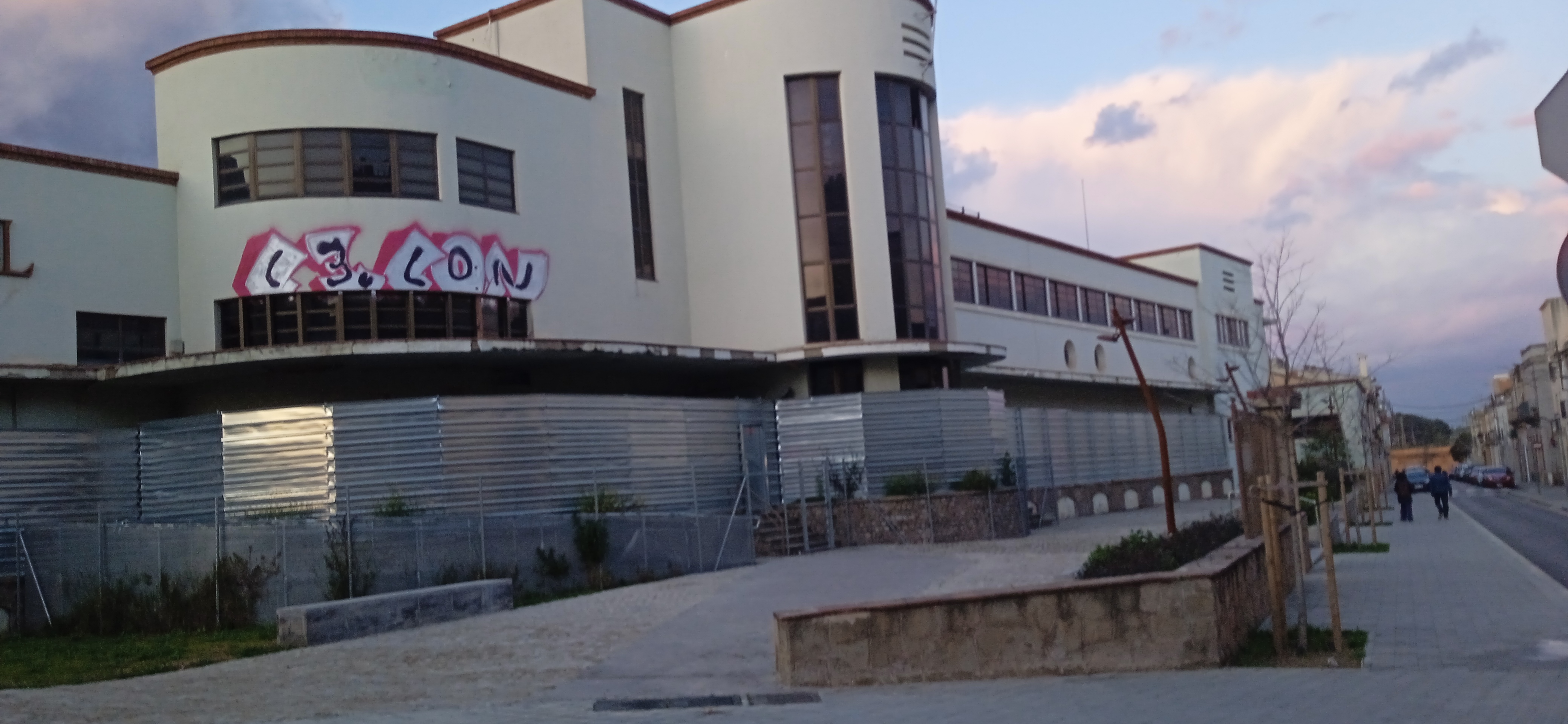
Nou pati de l'Artèxtil

Al maig del 2024, per primer cop després de molts anys tancat,  el pati de la façana principal de l’Artèxtil fou accesible per a tots els vianants i, per tant, el tram entre la Gran Via i el carrer de Covadonga quedà reobert per als vianants i el trànsit. Aquestes obres formaren part de la reforma del carrer de Quevedo. El projecte va tenir un pressupost de 499.164,79 euros i el seu acabament fou plantejat per abans del 2024, objectiu no aconseguit.

## Cultura popular
L'Artèxtil és una de les fàbriques mencionades a Argelagues, una novel·la de la periodista i escriptora Gemma Ruiz, i a La caída de los gigantes, una novel·la de Jesús Caudevilla Pastor.. Ha sortit també en el fons d'una escena de la pel·lícula espanyola Superlópez, nomenada a 3 Goyas, en aquesta es van rodar diverses escenes a Sabadell.